# Кушк
Кушк — велике колчедано-поліметалічне і чорного сланцю родовище в Ірані. Відкрите у 1939 р. Родовище розташоване за 42 км на північний схід від міста Бафк (центральний Іран, провінція Єзд).

## Характеристика
Географічна локалізація: 31°45'9"N, 55°45'49"E (55.763611, 31.7525).
Геологічний вік гірських порід родовища — 550 млн років.
Довжина покладу — 5 км. Товщина рудного тіла — 30 м.
Мінералогія: альбіт, анкерит, халькопірит, хлорит, доломіт, польовий шпат, графіт, гіпс, гематит, мельниковіт, пірит, сидерит, сфалерит, варисцит, цеоліт.
Порода гірських порід — чорні сланці, доломіт, вапняк, туф (інфракембрій).
Тектоностратиграфічна обстановка: інфракамбрійський епікратонічний рифт у мікроплиті Центрально-Східного Ірану з бімодальними вулканітами.
Вміст у рудах цинку 12 %, свинцю — 3 %, міді — 1 %, кадмію 1 %, золота — до 750 г/т. Запаси 5 млн т.

## Технологія розробки
Розробляється підземним способом. Продуктивність шахт — до 150…300 тис. т руди за рік.